# Ana Paola López Yrigoyen
Ana Paola López Yrigoyen (Puebla de Zaragoza, Puebla, 9 de febrero de 1994) es una exfutbolista mexicana profesional. Ella jugó en la Primera División BBVA Femenil. Debutó en la Primera División Femenil de México, conocida también como Liga MX Femenil, principal liga de futbol profesional para mujeres en México. Está regulada por la Federación Mexicana de Futbol (FEMEXFUT) e integrada por los representativos femeniles de los 18 que conforman la Liga MX en julio de 2017. Su debut fue en un partido entre Pachuca y Pumas, equipo del que formó parte en 2017 y 2018.

## Carrera profesional
Ana Paola López Yrigoyen estudió Economía en la University of South Florida, en Estados Unidos, y Economía y Ciencia Política en el ITAM, en México.
Debutó en la Copa Liga México Femenil en 2017 con Pumas, y anotó un gol en esa temporada. En total, logró 9 anotaciones con Pumas antes de transferirse a Pachuca, equipo con el que debutó en el torneo Clausura 2019. Con Pachuca anotó 6 goles en el torneo de Clausura 2019, 4 en el Apertura 2019, y lleva 4 goles anotados en el torneo Clausura 2020.
Fue parte de la Selección Femenil Sub-17 y disputó el Mundial 2010 en Trinidad y Tobago en esta categoría. En 2019 fue parte del equipo de Selección Mayor que disputó una serie de juegos contra el representativo de Brasil. En 2020 fue parte del grupo de jugadoras de la Liga Mx BBVA Femenil que lanzó un manifiesto para demandar mejores condiciones laborales.